# Février 1873

## Événements
- 7 février, Espagne : le premier ministre Zorilla obtient des Cortes la dissolution du corps d’armée de Catalogne en état d’insoumission.

- 11 février, Espagne : abdication d'Amédée de Savoie, roi d'Espagne. La première République est proclamée par les deux Chambres après l’abdication du roi. Les partisans du fils d’Isabelle II, les Alphonsins, se jettent dans la mêlée.

- 12 février, Espagne : Estanislao Figueras est élu président de la République.

- 20 février : Antonio Guzmán Blanco, au pouvoir depuis 1870, est élu constitutionnellement président du Venezuela où il exerce un pouvoir dictatorial jusqu’en 1877 ; puis de 1879 à 1884 et 1886 à 1888. Il jette les bases du Venezuela moderne et accumule une énorme fortune personnelle. Il tente de promouvoir une société laïcisée : politique anticléricale et organisation embryonnaire de l’école publique.

- 25 février, Espagne : le gouvernement provisoire repousse une tentative de coup d’État des militaires.

- 27 février : démission du ministre Pierre-Joseph-Olivier Chauveau au Québec. Gédéon Ouimet devient premier ministre du Québec. Mise en place du Gouvernement Gédéon Ouimet.

## Naissances
- 3 février : Pierre Coste, religieux catholique, historien et biographe († 29 décembre 1935).
- 4 février : Étienne Desmarteau, athlète.
- 10 février : 
  - Joseph Watson (mort le 13 mars 1922), industriel et homme politique britannique
  - Kamil Vladislav Muttich' (mort le 6 novembre 1924), peintre et illustrateur tchèque
  - Tokuboku Hirata (mort le 13 mars 1943), professeur d'études anglaises et essayiste japonais
- 28 février : Georges Theunis, homme politique belge († 4 janvier 1966).

## Décès
- 14 février : Constant d'Hoffschmidt, homme politique belge (° 7 mars 1804).